# Emiel Ravijts
Emiel Ravijts (Dendermonde, 31 januari 1947 – aldaar, 29 augustus 2021) was een Vlaams acteur en politicus.

## Carrière
Ravijts was vooral bekend voor zijn hoofdrollen in Benidorm Bastards, een komisch tv-programma op 2BE en VTM dat in 2010 de Gouden Roos won in de categorie Humor en in 2011 de International Emmy Award won voor Best Comedy. Daarin vertolkte hij de rol van de biljarter en de burgerwacht.
Hij speelde eerder al gastrollen in Nonkel Jef, Bompa, Chez Bompa Lawijt, Heterdaad en Flikken. In 2012 speelde hij de gastrol van Gaston Delcorps in de televisiereeks Clan, dat op 2 maart 2013 twee Vlaamse Televisie Sterren won in de categorie Populairste Televisieprogramma en Beste Drama. Zijn laatste gastrol is die van "klant in café" in 2013 in Familie.
Ravijts was ook de stichter van 't Echt Dérremonds Theaoter en het Dendermonds Lachcabaret. Hiernaast was hij ook politiek actief in de stad Dendermonde waar hij van 2006 tot 2012 OCMW-raadslid was voor Plus en sinds 2013 gemeenteraadslid was voor CD&V.
Ravijts overleed op 74-jarige leeftijd.